# Enver Ališić
Enver Ališić (11 november 1946) is een Bosnische voetbalcoach. In België werkte hij onder meer bij KRC Genk en KRC Harelbeke.

## Carrière
De in Joegoslavië geboren Enver Ališić werd in 1989 bij KRC Genk aangeduid als de opvolger van René Desaeyere, die de toenmalige tweedeklasser had ingeruild voor Germinal Ekeren. Ališić loodste de club via de eindronde naar Eerste Klasse.
Vervolgens nam Paul Theunis het roer over bij Genk en mocht Ališić vertrekken. Maar toen de club in 1994 opnieuw degradeerde, werd de Bosnische trainer teruggehaald. Hij liet zich meteen opmerken door zijn transferbeleid. Branko Strupar, Jacky Peeters, Besnik Hasi en Domenico Olivieri zijn maar enkele van de vele namen die toen de overstap naar Genk maakten. De promotie kon de praatgrage Ališić echter niet afdwingen, dus werd hij een seizoen later ontslagen en vervangen door Aimé Antheunis.
Begin 21e eeuw keerde Ališić terug in het Belgisch voetbal. Hij kreeg de leiding over eersteklasser KRC Harelbeke, waar hij trainer Herman Helleputte aan de deur zette. Ališić had goede connecties met een Duits bedrijf dat beloofde om veel geld in de club te steken. Maar de doortocht van de Bosniër werd een fiasco. Harelbeke degradeerde en zat door Ališić' aanpak plots met nog meer financiële problemen. De club ging in 2002 in vereffening.
Ališić was naast België ook vaak actief in Duitsland, waar hij ook woont. Hij was aan de slag bij clubs als FC Anker Wismar en 1. FC Union Solingen. Verder werkte Ališić ook in dienst van de voetbalschool IEFA en de zaalvoetbalclub Cageball-Düsseldorf.